# Alberto Del Rio
Alberto Rodríguez (n. 25 mai 1977), cu numele de scenă Alberto del Rio, este un wrestler mexican care a lucrat în WWE în brand-ul Smack Down. Alberto este fiul unui mare wrestler din Mexic cunoscut ca Dos Caras [Cu două fețe],Alberto a folosit numele de Dos Caras Jr pe vremea când lupta în Mexic, de asemenea bunicul și unchiul său au fost wrestleri unchiul său fiind legendarul Mil Mascaras introdus în WWE HALL OF FAME ÎN 2012.

## Anii 2010-2011
Alberto del Rio a debutat în această companie în octombrie 2010. Încă din prima seară a sa în wrestling la Smack Down, l-a insultat pe Rey Mysterio. Acesta a fost pedepsit cu un 619, iar în Main Eventul acelei seri l-a făcut pe Mysterio să cedeze la manevra sa de submission. După o săptămână, aceluiași Mysterio i-a rupt brațul. Acest lucru a atras antipatia fanilor față de mexican. Până la întoarcerea în ring a lui Rey Mysterio, Del Rio s-a certat încontinuu cu Christian. La Barragging Rights a făcut parte din echipa Smack Down-ului, reușind să învingă echipa Raw-ului și să ia trofeul anului 2010. La Survivor Series și-a format o echipă, care a fost învinsă detașat de către cea a lui Rey Misterio. La TLC, s-a luptat într-un meci în patru cu Rey Mysterio, cu Edge și cu Kane pentru titlul mondial(acela era un meci cu scări). Câștigătorul și noul campion mondial a fost Edge. Înainte de acest PPV, Alberto del Rio a concurat în turneul Regele Ringului. El a fost eliminat de către John Morrison în semifinale. Câștigătorul turneului a fost Sheamus. Intrat în 2011, în apropierea Royal Rumble-ului, Alberto l-a învins din nou pe Rey Mysterio și să nu uităm că de două ori la rând l-a bătut fără nici o problemă pe R-truth. Royal Rumble 2011 are 40 de participanți, iar Alberto del Rio a jurat că își va elimina toți cei 39 de adversari. Pe 30 ianuarie 2011 Alberto a câștigat Royal Rumblelul.
În următoarea seară la Raw, îl alege pe campionul mondial Edge ca adversar la Wrestlemania 27. 
La Wrestlemania 27 , este învins de Edge , care reține CENTURA LA CATEGORIA GREA.

## 2011

### Draft
Alberto este mutat la RAW după Draft-ul din 2011.

### Servieta
La Money In The Bank câștigă servieta de la Raw , în aceeași seară își încearcă șansa , dar CM Punk , campionul de atunci,  îl lovește cu un picior în cap și fuge prin public.

### Folosirea Servietei (CASH-IN)
La SummerSlam ,CM Punk , după un meci câștigat împotriva lui John Cena ,cu arbitru special Triple H , Kevin Nash apare din public și îl atacă pe CM Punk.După toate acestea Alberto vine și încasează servieta , acesta câștigând meciul și centura WWE.

### Pierderea Centurii
Pe 18 septembrie la Night Of Champions , Alberto del Rio pierde centura , într-un meci cu John Cena.

### Recâștigarea Centurii
Pe 2 octombrie,la Hell in a Cell ,  Alberto del Rio recâștigă centura într-un meci de tipul Hell In A Cell , împotriva lui John Cena și CM Punk , John Cena este încuiat de Alberto în afara celulei , iar numărătoarea este efectuată pe CM Punk de Alberto Del Rio , care câștigă centura.

### Apărarea Centurii
La Vengeance , Del Rio îl bate pe John Cena , într-un meci de tipul Last Man Standing(Ultimul Om În Picioare) , păstrându-și centura WWE,după intervenția lui R-Truth și The Miz.

### Pierderea Centurii
La Survivor Series, Alberto del Rio își pierde centura în fața lui CM Punk.

### Revanșa
La TLC face parte din meciul în 3 cu scări împotriva lui The Miz și Cm Punk pentru centura WWE,The Miz și Del Rio pierd în fața lui Cm Punk,acesta păstrându-și centura WWE.

## Titluri și premii în Wrestling
- Big League Wrestling
  - BLW World Heavyweight Championship (1 time, current)[1]
- Consejo Mundial de Lucha Libre
  - CMLL World Heavyweight Championship (1 dată)
  - La Copa Junior (2006)
- Impact Wrestling/Global Force Wrestling
  - GFW Global Championship (1 dată)
  - Unified GFW World Heavyweight Championship (1 dată)
- Lucha Libre AAA Worldwide
  - AAA Mega Championship (1 dată)
  - Lucha Libre World Cup (2015) – cu Myzteziz și Rey Mysterio Jr.
  - Técnico of the Year (2014)[2]
- Pro Wrestling Illustrated
  - Ranked No. 6 of the top 500 singles wrestlers in the PWI 500 in 2011[3]
- Qatar Pro Wrestling
  - QPW World Championship (1 dată, prezent)[4]
- World Wrestling Entertainment/WWE
  - WWE Championship (de 2 ori)[5][6]
  - World Heavyweight Championship (de 2 ori)[7]
  - WWE United States Championship (de 2 ori)
  - Bragging Rights Trophy (2010) – cu Team SmackDown (Big Show, Rey Mysterio, Jack Swagger, Edge, Tyler Reks, și Kofi Kingston)
  - Money in the Bank (Raw 2011)[8]
  - Royal Rumble (2011)[9]
- World Association of Wrestling
  - WAW Undisputed World Heavyweight Championship (1 dată)[10]
- World Wrestling League
  - WWL World Heavyweight Championship (1 dată)
- Wrestling Observer Newsletter
  - Best Gimmick (2010)[11]